# Département du Nyong-et-Soo
Département du Nyong-et-Soo är ett departement i Kamerun.   Det ligger i regionen Centrumregionen, i den södra delen av landet, 50 km söder om huvudstaden Yaoundé.